# Joseph Kaufman
Joseph Kaufman (Washington, 1882 – New York, 1º febbraio 1918) è stato un attore e regista statunitense del cinema muto negli anni della prima guerra mondiale.
Morì all'inizio del 1918, vittima dell'epidemia di influenza spagnola. Era sposato con l'attrice Ethel Clayton.

## Biografia
Kaufman cominciò la sua carriera da attore, apparendo a Broadway nel 1903 insieme a Maude Adams in The Pretty Sister of Jose. In seguito, diventato regista in un periodo in cui il cinema stava passando al lungometraggio, si adeguò alle nuove tecniche dimostrandosi particolarmente abile nel dirigere alcune popolari attrici di Broadway, tra le quali c'era anche la moglie, Ethel Clayton.
Da attore, girando un film, perse sul set tre denti durante una lotta con Earl Metcalfe.

## Morte
Morì il 1º febbraio 1918, a 36 anni, uno dei milioni di vittime provocate dall'epidemia di influenza spagnola in tutto il mondo. Dopo di lui, morirono anche sua madre, il 9 aprile, e il padre, il 18 aprile.

## Filmografia

### Regista
- The Furnace Man – cortometraggio (1915)
- His Soul Mate – cortometraggio (1915)
- The Millinery Man – cortometraggio (1915)
- A Woman Went Forth – cortometraggio (1915)
- Mazie Puts One Over – cortometraggio (1915)
- Here Comes the Bride – cortometraggio (1915)
- The Blessed Miracle – cortometraggio (1915)
- Monkey Business – cortometraggio (1915)
- Capturing the Cook – cortometraggio (1915)
- Just Look at Jake – cortometraggio (1915)
- In the Dark – cortometraggio (1915)
- The Darkness Before Dawn – cortometraggio (1915)
- Money! Money! Money! – cortometraggio (1915)
- When the Light Came In – cortometraggio (1915)
- A Day of Havoc – cortometraggio (1915)
- The Deception – cortometraggio (1915)
- It Was to Be – cortometraggio (1915)
- The Mirror – cortometraggio (1915)
- In Spite of Him – cortometraggio (1915)
- The Silent Accuser – cortometraggio (1915)
- Think Mothers – cortometraggio (1915)
- When Youth Is Ambitious (1915)
- The Orgy – cortometraggio (1915)
- Heartaches – cortometraggio (1915)
- Sorrows of Happiness – cortometraggio (1916)
- Ophelia – cortometraggio (1916)
- Dollars and the Woman (1916)
- The World's Great Snare  (1916)
- Ashes of Embers, co-regia di Edward José (1916)
- Nanette of the Wilds (1916)
- The Traveling Salesman (1916)
- Broadway Jones (1917)
- The Amazons
- Arms and the Girl (1917)
- The Land of Promise (1917)
- Shirley Kaye (1917)
- The Song of Songs (1918)

### Assistente regista
- Great Expectations, regia di Robert G. Vignola e Paul West (1917)

### Attore
- Cocaine Traffic; Or, The Drug Terror (1914)
- In the Northland, regia di John Ince (1914)
- Madam Coquette (1914)
- The Greater Treasure (1914)
- The Wolf, regia di Barry O'Neil (1914)
- A Daughter of Eve, regia di Barry O'Neil (1914)
- The Attorney's Decision (1914)
- The House Next Door, regia di Barry O'Neil (1914)
- The Fortune Hunter, regia di Barry O'Neil (1914)
- Feel My Muscle (1915)
- Her Weakling Brother, regia di John Ince (1915)
- The Furnace Man, regia di Joseph Kaufman (1915)
- His Soul Mate, regia di Joseph Kaufman (1915)
- The Little Detective (1915)
- It All Depends, regia di Barry O'Neil (1915)
- The Millinery Man, regia di Joseph Kaufman (1915)
- A Woman Went Forth, regia di Joseph Kaufman (1915)
- Mazie Puts One Over, regia di Joseph Kaufman (1915)
- Here Comes the Bride, regia di Joseph Kaufman (1915)
- The Blessed Miracle, regia di Joseph Kaufman (1915)
- Monkey Business, regia di Joseph Kaufman (1915)
- Capturing the Cook, regia di Joseph Kaufman (1915)
- The Stroke of Fate, regia di Joseph W. Smiley (1915)
- Just Look at Jake, regia di Joseph Kaufman (1915)
- The College Widow, regia di Barry O'Neil (1915)
- In the Dark, regia di Joseph Kaufman (1915)
- The Sporting Duchess, regia di Barry O'Neil (1915)
- The Darkness Before Dawn, regia di Joseph Kaufman (1915)
- Money! Money! Money!, regia di Joseph Kaufman (1915)
- When the Light Came In, regia di Joseph Kaufman (1915)
- A Day of Havoc, regia di Joseph Kaufman (1915)
- The Deception, regia di Joseph Kaufman (1915)

## Spettacoli teatrali
- The Pretty Sister of Jose di Frances Hodgson Burnett (autrice) (Broadway 10 novembre 1903)
- Mistakes Will Happen (Broadway, 14 maggio 1906)